# Our World in Data

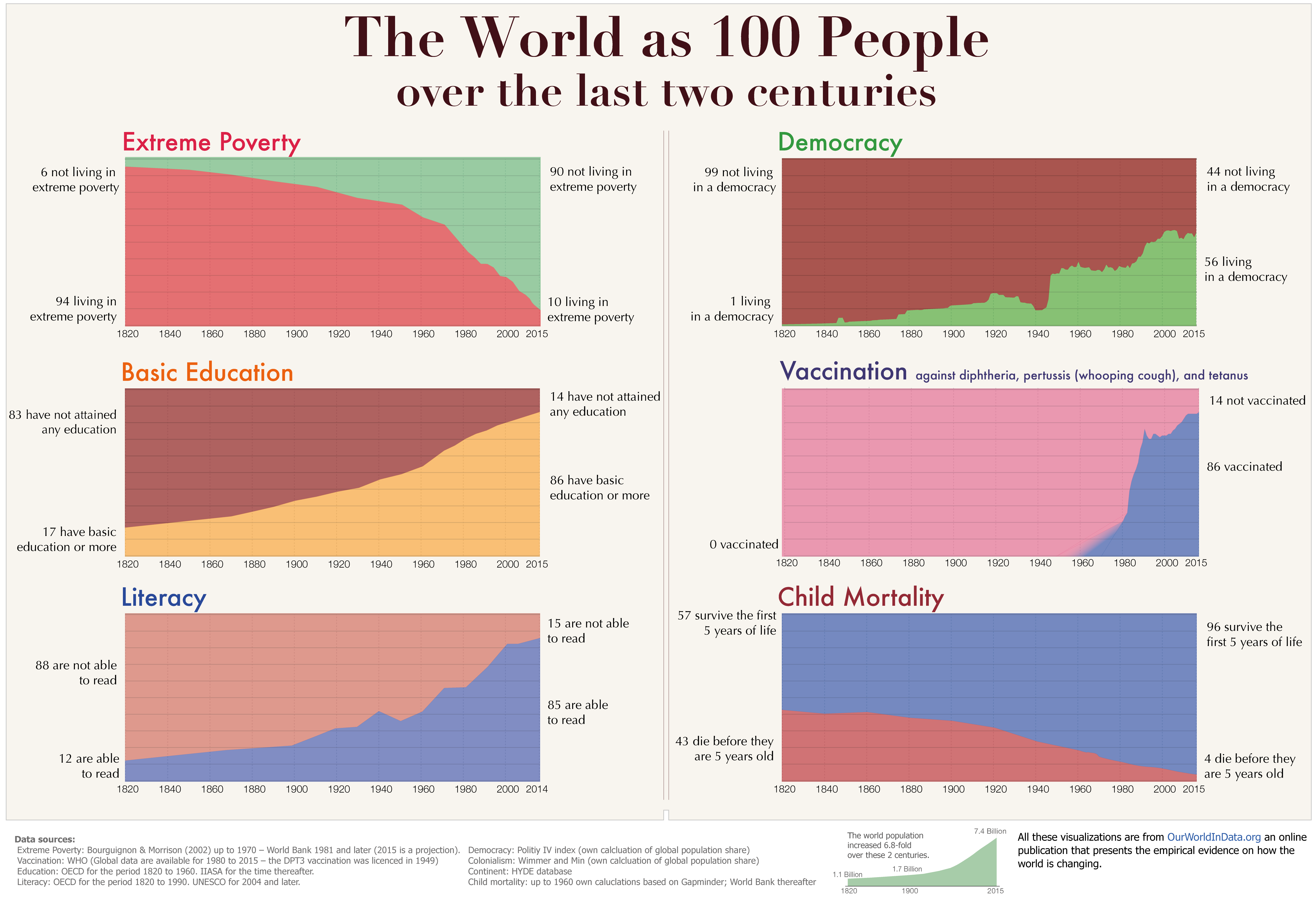
Sestavení grafů, které ukazují celkové globální procento posledních dvou století, v šesti faktorech: extrémní chudoba, demokracie, základní vzdělání, očkování, gramotnost, dětská úmrtnost.

Our World in Data  (OWID, Náš svět v datech) je vědecká online publikace, která se zaměřuje na velké globální problémy, mezi které patří například chudoba, nemoci, hlad, klimatická změna, války, existenční rizika a sociální nerovnost. 
Zakladatelem publikace je sociální historik a vývojový ekonom Max Roser. Výzkumný tým sídlí na univerzitě v Oxfordu . 

## Poslání a obsah

Globální emise CO_{2} podle světových oblastí od roku 1750

Posláním Our World in Data je představit „výzkum a data za cílem pokroku proti největším problémům světa“. 
Webová publikace o globálním vývoji používá interaktivní vizualizace dat (tabulky, mapy  a grafy) k prezentaci výsledků výzkumu o vývoji, které vysvětlují příčiny a důsledky pozorovaných změn. Cílem je ukázat, jak se svět mění a proč.
Our World in Data pokrývá širokou škálu témat napříč mnoha akademickými obory: Trendy ve zdraví, poskytování potravin, růstu a distribuci příjmů, násilí, práv, válek, kultuře, spotřebě energie, vzdělávání a změnách v životním prostředí. jsou empiricky analyzovány a vizualizovány na webu.
Často je zapotřebí vidět dlouhodobý vývoj, abychom viděli jak se změnily světové životní podmínky za minulá století.
Pokrytí všech těchto aspektů v jednom zdroji umožňuje pochopit jak jsou pozorované dlouhodobé trendy vzájemně propojeny. Výzkum globálního rozvoje je představen publiku čtenářů, novinářů, akademiků a politiků. Články na sebe vzájemně odkazují, aby čtenáři mohli získat informace o hnacích silách sledovaných dlouhodobých trendů. U každého tématu se diskutuje o kvalitě dat a nasměrováním návštěvníka na zdroje. Tento web funguje jako databáze databází tzv. meta-báze. 
Sesterský projekt OWIDu je SDG-Tracker.org, (sledovaní cílů udržitelného vývoje) který prezentuje všechna dostupná data o 232 indikátorech CUV, s nimiž je hodnocen postup 17 cílů udržitelného rozvoje .
V roce 2020 se Our World in Data stal jednou z předních organizací publikujících globální data a výzkum pandemie covidu-19. 
Tým vytvořil a udržoval celosvětovou databázi testování na COVID-19, kterou používali OSN, Bílý dům, Světová zdravotnická organizace a epidemiologové a vědci.  

## Historie
Max Roser začal pracovat na Our Wolrd in Data v roce 2011.  Během prvních let získával finance na svůj projekt jako cykloturistický průvodce. Teprve později založil výzkumný tým na univerzitě v Oxfordu, který studuje globální vývoj.
V prvních letech pracoval Roser na publikaci společně s výzkumníkem sociální nerovnosti Sirem Tony Atkinsonem . První grant na podporu výzkumného projektu poskytla nadace Nuffield Foundation, londýnská nadace zaměřená na sociální politiku. Když došly finanční prostředky projektu, byl zachráněn crowd-sourcingovou kampaní „Save OurWorldInData.org“. 
Do roku 2015 Roser pracoval na projektu po „nocích a víkendech“. Teprve později se z něj stal výzkumný projekt na univerzitě v Oxfordu .
V roce 2014 si stránku navštívilo 120 000 lidí.  Od té doby se počet návštěvníků zvýšil. V období od prosince 2018 do roku 2019 stránku navštívilo více než 25 milionů lidí.  Our World in Data se nejčastěji používá v anglicky mluvícím světě.
Na začátku roku 2019 byl OWID jednou z pouhých 3 neziskových organizací v kohortě Y Combinator Winter 2019.  
V roce 2019 Tyler Cowen a Patrick Collison požadovali novou akademickou disciplínu  'Progress Studies', která institucionalizuje poslání OWID a Collison zveřejnil trvalé doporučení připojit se k týmu OWID.  
V roce 2019 získal Our World in Data cenu Lovie Award, evropskou cenu za web, „jako uznání za jejich vynikající využití dat a internetu k poskytování srozumitelného výzkumu - nezbytného k vyvolání sociálního, ekonomického, a změny životního prostředí, založeného na datech široké veřejnosti .“ 

## Publikační model

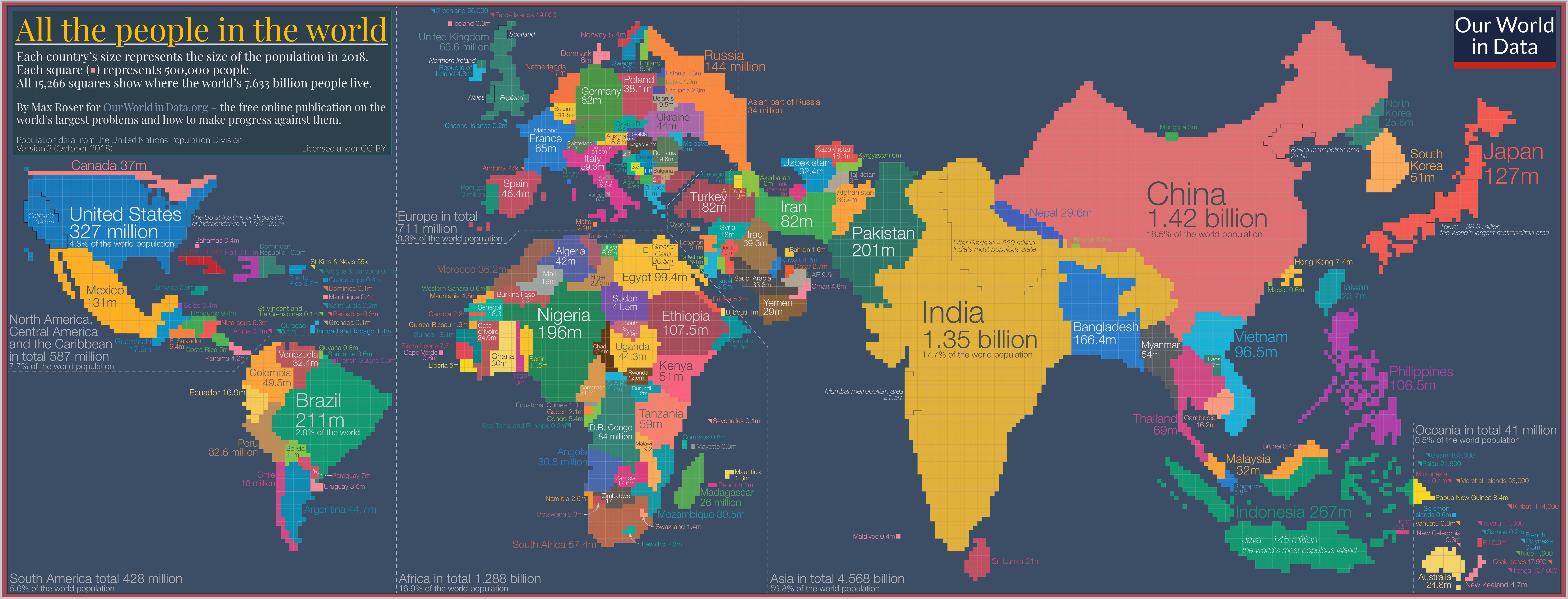
Kartogram ukazující rozdělení globální populace. Každý z 15 266 pixelů představuje domovskou zemi 500 000 lidí.

Our World in Data je jednou z největších vědeckých publikací s otevřeným přístupem . Je k dispozici jako veřejné zboží :
- Celá publikace je volně dostupná.
- Veškerá data zveřejněná na webových stránkách jsou k dispozici ke stažení.
- Všechny vizualizace vytvořené pro webovou publikaci jsou zpřístupněny na základě licence Creative Commons .
- A všechny nástroje vyvinuté pro publikování našeho světa v datech a pro vytváření vizualizací jsou zdarma k použití (k dispozici v open source na GitHubu ). [15]

Tým vyvinul Our World in Data-Grapher, kombinaci databáze a vizualizačního nástroje. Databáze obsahuje více než 70 000 proměnných. 

## Spolupráce a partnerství

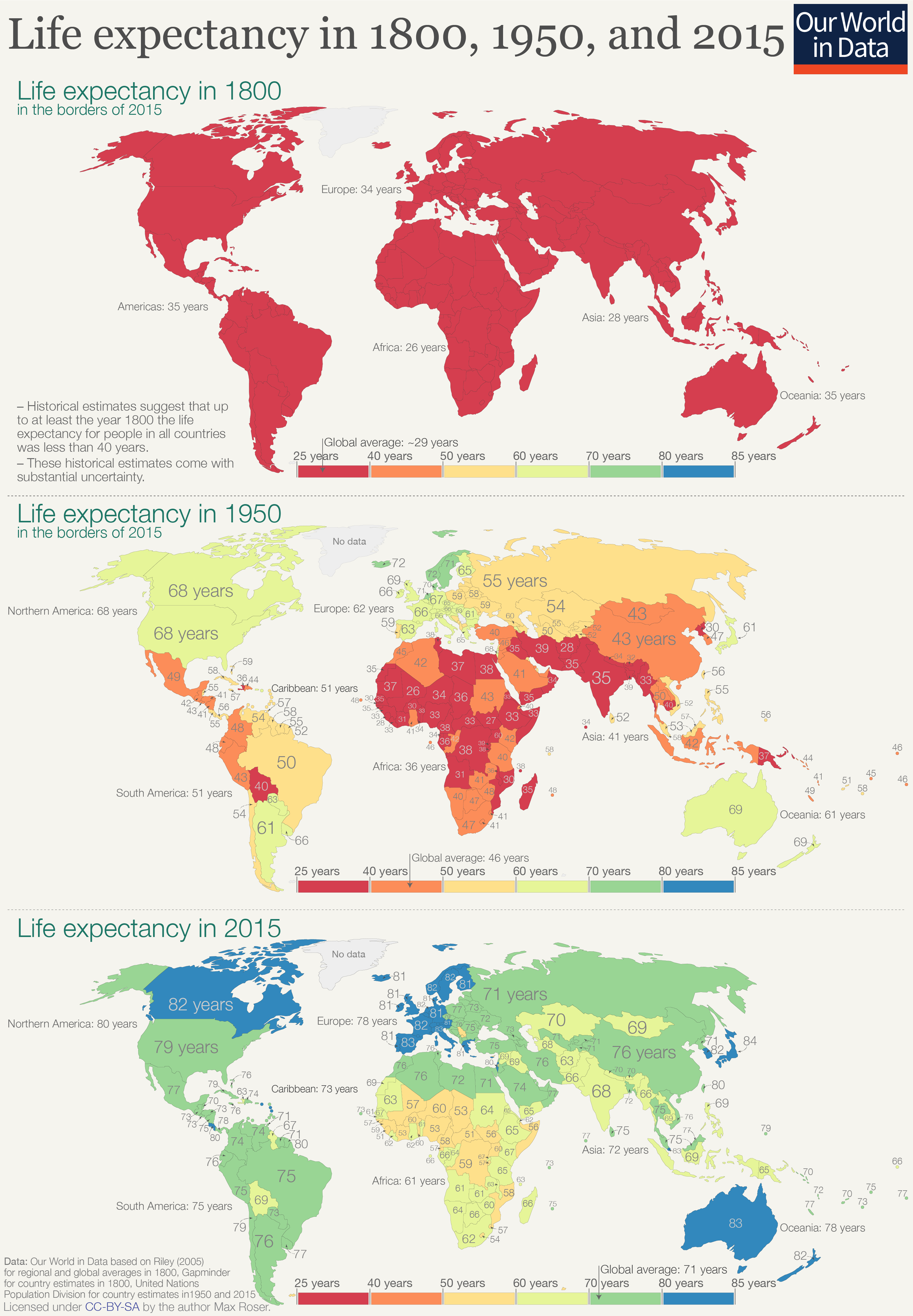
Očekávaná délka života v letech 1800, 1950 a 2015

Publikace získala granty od Nadace Billa a Melindy Gatesových, ministerstva zdravotnictví a sociální péče ve Velké Británii, Nuffield Foundation a také příspěvky od stovek jednotlivců. 
Nezisková laboratoř Global Change Data Lab zveřejňuje web a datové nástroje s otevřeným přístupem, které umožňují online publikaci. Výzkumný tým je založen na univerzitě v Oxfordu Oxford Martin School . Ředitel je zakladatel Max Roser. 
Výzkumný tým Our World in Data také publikuje své výzkumné práce v řadě široce dostupných médií, včetně BBC,  Vox, The New York Times, The Guardian a The Washington Post . Výzkumný tým také spolupracoval s vědeckým YouTube kanálem Kurzgesagt, aby oslovil miliony diváků.
Jako doplněk k HDP navrhl ekonom pro životní prostředí Cameron Hepburn komplexní měřítko bohatství - včetně environmentálních a přírodních aspektů - na Our World in Data. 
Při pandemii koronaviru se tým spojil s epidemiology z Harvardovy Chanské školy veřejného zdraví a institutu Roberta Kocha, aby studovali země, které úspěšně reagovaly v rané fázi pandemie.  Oxfordští profesoři Janine Aron a John Muellbauer spolupracovali s OWID na výzkumu nadměrné úmrtnosti během pandemie. 

## Využití
Výzkum of OWID je využit několika způsoby.
OWID je citován v akademických vědeckých časopisech jako Science,  Nature,    a PNAS ( Proceedings of the National Academy of Sciences ). 
V lékařství a světových časopisech o zdraví, jako je British Medical Journal  nebo The Lancet  a v časopisech o společenských vědách, jako je Quarterly Journal of Economics  byl OWID citován.
Web je široce používán v médiích.  BBC  a publikace jako The Washington Post, The New York Times  a The Economist  se pravidelně spoléhají na OWID jako zdroj.
Tina Rosenberg v The New York Times zdůraznila, že OWID představuje „celkový obraz, který je důležitým kontrapunktem k neustálému přívalu negativních světových zpráv“. Steven Pinker umístil Roserův OWID na seznam jeho osobních „kulturních vrcholů“  a ve svém článku o „nejzajímavějších nejnovějších vědeckých zprávách“ vysvětlil, proč považuje OWID za tak důležitý. 
Společnosti soukromého sektoru, jako je McKinsey Consulting, spoléhají na publikace z OWID, k porozumění rozvíjejícím se trhům a změnám v chudobě a prosperitě.  
Instituce, které se při výuce spoléhají na tuto online publikaci, zahrnují Harvard, University of Oxford, Stanford University, University of Chicago, University of Cambridge a University of California Berkeley .  OWID používají učitelé a lektoři v celé řadě předmětů včetně medicíny, psychologie, biologie, udržitelného rozvoje, ekonomiky, historie, politiky a veřejné politiky.